# Groepras
Een groepras is een groep van selecties, die uiterlijk veel op elkaar gelijken, maar die in de landbouwkundige waarde meer of minder van elkaar kunnen verschillen. Tegenwoordig komen er geen groeprassen meer voor, maar alleen op zichzelf staande rassen.
Voorbeelden van groeprassen bij de Lange of Paalvormige voederbieten in de 35e Beschrijvende Rassenlijst voor Landbouwgewassen zijn:
- Lange gele reuzen Z.Z.
- Gruno
- Flandria
- Mommersteeg's rosegroenkraag
- Covero
- Ceres lange Belgische groenkraag
- Belgro
- Lange Belgische groenkraag Dépé
- Beroka
- Lange rode

## Geschiedenis
Met de opkomst van de plantenveredeling ging men selecteren in de bestaande landrassen. Verschillende veredelingsbedrijven gingen onafhankelijk van elkaar in deze landrassen selecteren. Hierdoor ontstonden vaak selecties, die veel op elkaar geleken.
Later met de toenemende wet- en regelgeving moesten de kweekproducten van de veredelingbedrijven voldoende van elkaar verschillen wat door de overheid werd vastgesteld in rasvergelijkingen.